# Битка при София
Битка при София е заключително действие на Западния отряд на Гурко за разгрома на Орханийската османска армия в Руско-турската война (1877 – 1878). Завършва с освобождението на София от османско владичество.

## Оперативна обстановка
В началото на януари 1878 г. Западният отряд на Гурко успешно преминава Стара планина. Местните българи оказват на отряда значително съдействие:
| „ | Вероятно нямаше да преминем Балкана, ако не бяха тези мълчаливи и силни българи, донесли ни хляб и топла храна. Накараха ни да махнем конете, за да запрегнат своите волове към оръдията и така тръгнаха първи да прокарват пъртина през преспите и чудовищния студ. генерал-лейтенат Йосиф Гурко | “ |

Частите на отряда се съсредоточават при село Яна.
Орханийската османска армия, след Битката при Ташкесен, се оттегля в Софийското поле. Западният отряд на Гурко преминава към операция по разгрома на Орханийската османска армия, съгласно плана за заключителните действия във войната.
Част от силите на Западния отряд на Гурко с численост 20 000 офицери и войници и 46 оръдия с командир генерал-майор Отон Раух, са насочени към Софийското поле. Групирани са в две колони: дясната колона с командир генерал-лейтенант Николай Веляминов нанася удар от север, а лявата колона с командир генерал-майор Отон Раух нанася удар от изток. Противникът е Софийската османска дивизия от 15 000 офицери и войници с командир на Осман Нури паша и е заел подстъпите към София и укрепленията около града.

## Бойни действия

### Битка при Горни Богров
На 19/31 декември османски сили от 5000 офицери и войници се насочват срещу колоната на генерал-лейтенант Николай Веляминов от 4200 офицери и войници). Противникът опожарява селата Долни Богров и Ботунец. Води се престрелка. На следващия ден 20 декември/1 януари османските сили атакуват фронтално. Отбити са две атаки и опит за обхващане на руските флангове. След руска контраатака противникът изоставя село Долни Богров и е преследван до свечеряване. Турските загуби са около 600 убити и около 1000 ранени, а руските са :
| Подразделение                 | убити   | убити        | ранени  | ранени       | общо |
| Подразделение                 | офицери | нисши чинове | офицери | нисши чинове | общо |
| ----------------------------- | ------- | ------------ | ------- | ------------ | ---- |
| 121-ви Пензенски пехотен полк | -       | 1            | -       | 29           | 30   |
| 122-ри Тамбовски пехотен полк | 2       | 39           | 6       | 167          | 214  |
| артилерия                     | -       | -            | -       | 10           | 10   |
| Кавказка казашка бригада      | -       | -            | -       | 15           | 15   |
| ОБЩО                          | 2       | 40           | 6       | 221          | 269  |

### Битка при Враждебна
На 21 декември/2 януари колоната на генерал-майор Отон Раух излиза от село Саранци и се насочва към село Горни Богров. Преминава река Искър и води престрелка при моста до село Враждебна. Противниковите сили са подложени на артилерийски обстрел и обход на левия фланг от лейбгвардейския Преображенски полк. Османската войска не издържа на натиска и след като запалва моста, се оттегля към София.

### Освобождаването на София
Силите на Западния отряд на генерал-лейтенант Йосиф Гурко преминават в общо настъпление на 22 декември/3 януари. Колоната на генерал-лейтенант Николай Веляминов превзема селата Кубратово и Биримирци и изпраща разезди към село Орландовци. Колоната на генерал-майор Отон Раух овладява моста при чифлика Чардакли) и прекъсва пътя за отстъпление по направлението София – Пловдив. Кавказката казашка бригада с командир полковник Иван Тутолмин) настъпва по направлението Дървеница – Бояна. Изправен пред реална заплаха от обкръжаване, Осман Нури паша започва бързо изтегляне в направлението Перник – Радомир. По шосето са изоставени 6000 ранени, болни и измръзнали османски войници. С намесата на чуждестранните консули Вито Позитано и Леандър Леге е осуетен опит за подпалване на града.
На 23 декември/4 януари 1878 г. в София влизат първите руски части: Кавказката казашка бригада и Гродненския хусарски полк. Завзети са големи военни складове с боеприпаси и продоволствие. В катедралния храм Света Неделя е отслужен благодарствен молебен в присъствието на генерал-лейтенант Йосиф Гурко и генерал-майор Отон Раух.

## Резултати
Орханийската османска армия престава да съществува като организирана военна сила. На Османската армия са нанесени непоправими човешки и материални загуби. Направлението София – Пловдив – Одрин е открито за настъпление.